# Anette Munozova
Anette Munozova (* 1. August 1991) ist eine schwedische Tennisspielerin.

## Karriere
Munozova, die im Alter von sechs Jahren mit dem Tennisspielen begann, bevorzugt dabei laut ITF-Profil den Hartplatz. Sie spielt hauptsächlich Turniere auf dem ITF Women’s Circuit, bei denen sie bislang vier Titel im Doppel gewonnen hat.
Sie bestritt ihr bislang letztes Turnier im Dezember 2019 und wird seit Oktober 2022 nicht mehr in den Weltranglisten geführt.

## Turniersiege

### Doppel
| Nr. | Datum            | Turnier   | Kategorie   | Belag             | Partnerin        | Finalgegnerinnen                        | Ergebnis         |
| --- | ---------------- | --------- | ----------- | ----------------- | ---------------- | --------------------------------------- | ---------------- |
| 1.  | 13. Juni 2014    | Adana     | ITF $10.000 | Sand              | Elke Lemmens     | Ina Kaufinger Ljuboslava Peruhova       | 6:4, 6:3         |
| 2.  | 10. Juli 2014    | Balıkesir | ITF $10.000 | Hartplatz         | Lou Brouleau     | Violetta Degtjarewa Victoria Worontsowa | 6:4, 6:2         |
| 3.  | 25. Oktober 2014 | Stockholm | ITF $10.000 | Hartplatz (Halle) | Victoria Muntean | Tamara Čurović Margarita Lasarewa       | 2:6, 6:4, [10:8] |
| 4.  | 31. Juli 2015    | Istanbul  | ITF $10.000 | Hartplatz         | Julija Stamatowa | Nikki Luttikhuis Claudia Williams       | 6:4, 6:3         |